# Assalto alla caserma Moncada
L'assalto alla caserma Moncada è l'evento iniziale della Rivoluzione cubana, avvenuto il 26 luglio 1953 e convenzionalmente indicato come l'avvenimento che diede inizio ai fatti svoltisi nello Stato durante gli anni cinquanta.

## Il contesto storico

### La dittatura di Fulgencio Batista
Il golpe avvenuto nel marzo 1952 aveva permesso a Fulgencio Batista di accentrare gran parte del potere politico nelle proprie mani, creando di fatto una dittatura. L'allora venticinquenne avvocato Fidel Castro organizzò, con l'aiuto del fratello Raúl, un gruppo di guerriglieri con il quale tentare di sovvertire il governo. La data scelta per l'attacco fu domenica 26 luglio, approfittando delle celebrazioni carnevalesche previste per sabato 25. La festa avrebbe infatti richiamato persone da ogni parte dell'isola, rendendo più facile ai ribelli confondersi tra la folla.

### La rivoluzione cubana e l'assalto
Il piano fu elaborato da Fidel Castro nel più assoluto segreto, tenendone all'oscuro dei dettagli persino i propri alleati. Si stima che il loro numero fosse di circa un centinaio, sebbene le varie fonti storiche siano discordi sull'esatta cifra. La composizione del gruppo guerrigliero risultò - a posteri - difettosa, poiché i ribelli (alcuni dei quali troppo anziani per l'arruolamento) non ebbero un adeguato equipaggiamento (principalmente fucili da caccia e armi a corto raggio) e addestramento, essendo spinti all'azione soltanto da fattori politici e non militari.
L'assalto ebbe inizio alle 5:15 del 26 luglio, quando i guerriglieri (dopo aver indossato uniformi dell'esercito per non destare sospetti) formarono una colonna di auto dirigendosi verso la caserma. I primi uomini a raggiungere la struttura attaccarono le guardie, disarmandole: un soldato accortosi delle auto diede tuttavia l'allarme, consentendo al personale della caserma di prendere le armi contro gli assalitori. La pronta risposta dell'esercito impedì a parte dei ribelli di raggiungere il campo di battaglia, generando una superiorità numerica che risultò decisiva. Il rapporto di forze non è numericamente certo, poiché anche su tale aspetto le fonti storiche differiscono. Trovandosi in maggioranza e forti di un miglior equipaggiamento, i soldati vinsero lo scontro a fuoco. L'aggressione fallì dunque miseramente.

## Le conseguenze

### Le torture ai prigionieri
Oltre ai ribelli rimasti uccisi nel conflitto, molti altri furono catturati e successivamente uccisi oppure torturati alla morte. I metodi di tortura inflitti ai prigionieri furono alquanto crudi; ad uno di essi (Abel Santamaría) vennero cavati occhi e testicoli, mentre altri furono frustati, picchiati, fucilati e bruciati con sigarette.
Il numero di persone uccise tramite le torture è stato calcolato a 61.

### Il processo e condanne
Fidel Castro, assieme ai pochi ribelli sopravvissuti, si diede alla fuga sulla Sierra Maestra, ma venne catturato il 1º agosto. Durante il processo che ne seguì, si difese per proprio conto: la sua arringa difensiva - trascritta da un giornalista presente in tribunale - prese il nome La storia mi assolverà. Castro trasformò la sua stessa tesi difensiva in un atto accusatorio verso il regime. Venne condannato a 15 anni di reclusione presso l'Isola dei Pini (attuale isola della Gioventù) ma in seguito, nel 1955, fu amnistiato a seguito di un appello popolare. Medesima sorte toccò agli altri reduci dello scontro giudicati dal tribunale.

### La data del 26 luglio
La data in cui si svolse l'evento venne ripresa per indicare il Movimento rivoluzionario condotto da Castro, con il nome di Movimento 26-7 o - in spagnolo - «movimiento 26 de julio».

## La struttura
La caserma spagnola Reina Mercedes (20°01′35″N 75°49′09″W) era stata costruita nel XIX secolo, ma cambiò nome nel 1909 in ricordo di Guillermo Moncada che era il generale dell'esercito di liberazione cubano: egli, detto «il gigante nero», vi era infatti stato imprigionato. L'11 dicembre 1937 fu distrutta da un incendio, venendo poi ricostruita nel 1938. La superficie si estende per circa 60 000 m² nella parte settentrionale della capitale cubana. Le 5 postazioni, 4 delle quali esterne, erano presidiate da 2 o 3 guardie ciascuna.
All'epoca dei fatti, la caserma ospitava una guarnigione di 374 uomini del reggimento n.1 Antonio Maceo e 26 dello Squadrone 18 G.R. Nel dettaglio, i militari erano così ripartiti:
288 soldati
- 87 graduati di truppa
- 24 ufficiali subalterni
- 3 ufficiali superiori

L'armamento si componeva di:
- 4 mitragliatrici Browning (2 di calibro .50 e 2 di calibro .30)
- 865 fucili Springfield .30
- 10 fucili mitragliatori Thompson calibro .45
- 471 pistole Colt calibro .45
- 500 baionette da fucile N-S calibro .30
- 1 pistola semiautomatica Colt calibro .45
- 2 pistole semiautomatiche Star calibro .45

Era inoltre disponibile un'abbondante scorta di munizioni. Dopo la vittoria del movimento rivoluzionario, la caserma (che ancora oggi conserva tracce dello scontro) fu trasformata in un complesso studentesco e ribattezzata "Città scolastica 26 luglio": è attualmente presente un museo dedicato ai fatti della rivoluzione.

## Nella cultura di massa
- Il film del 1982 Banana Joe, con Bud Spencer protagonista, cita la caserma "Zoncada", il cui nome appare una parodia della struttura.[10]